# Nina Russi
Nina Russi (* 1984) ist eine schweizerisch-österreichische Opernregisseurin und die erste Schweizer Preisträgerin des Götz-Friedrich-Preises (2019).

## Karriere
Nina Russi ist als freischaffende Opernregisseurin in Deutschland, in Frankreich und in der Schweiz tätig. Sie inszenierte am Staatstheater Darmstadt Georg Friedrich Händels Alcina, am Mainfranken Theater Würzburg Leoš Janáčeks Die Sache Makropulos und Richard Strauss’ Elektra, am Konzert Theater St. Gallen Giuseppe Verdis La traviata, am Opernhaus Zürich / Theater Winterthur Georg Friedrich Händels Serse (Xerxes) sowie am Staatstheater Nürnberg Antonio Vivaldis Pasticcio-Oper Bajazet (Il Tamerlano). In der Jubiläumsspielzeit zum 100. Geburtstag von Leonard Bernstein inszenierte sie am Theater Aachen den Doppelabend Trouble in Tahiti / A Quiet Place und wurde für diese Arbeit mit dem Götz-Friedrich-Preis der Deutschen Opernkonferenz ausgezeichnet. Am Opernhaus Zürich inszenierte sie unter anderem die Uraufführung der Kammeroper Der Traum von Dir von Xavier Dayer nach der Novelle Brief einer Unbekannten von Stefan Zweig sowie die Schweizer Erstaufführung der Fantasy-Oper Coraline von Mark-Anthony Turnage.
Nina Russi war Semifinalistin des Ring Awards 2020 mit einem Konzept zu Mozarts Don Giovanni sowie Stipendiatin verschiedener Regieprogramme, unter anderem des Directors Lab am Lincoln Center Theater New York City, des Internationalen Forums beim Berliner Theatertreffen, der Bayreuther Festspiele sowie des European Network of Opera Academies, das sie als Teilnehmerin des Woman Opera Makers Workshop der britischen Regisseurin Katie Mitchell ans Festival d’Aix-en-Provence brachte.

## Inszenierungen (Auswahl)
- 2012/2013: Il faut s’aimer, Opernhaus Zürich
- 2014/2015: Die Gänsemagd, Opernhaus Zürich
- 2015/2016: Reise nach Tripiti, Theater Winterthur und Konzert Theater Bern
- 2016/2017: Gold! Opernhaus Zürich
- 2017/2018: Der Traum von dir, Opernhaus Zürich
- 2018/2019: Trouble in Tahiti / A Quiet Place, Theater Aachen
- 2019/2020: Coraline, Opernhaus Zürich
- 2021/2022: Bajazet (Il Tamerlano), Staatstheater Nürnberg
- 2021/2022: Die Sache Makropulos, Mainfranken Theater Würzburg
- 2021/2022: La traviata, Konzert Theater St. Gallen
- 2022/2023: Serse (Xerxes), Opernhaus Zürich / Theater Winterthur
- 2023/2024: Elektra, Mainfranken Theater Würzburg
- 2023/2024: Alcina, Staatstheater Darmstadt